# Макдональд, Александр (лорд Островов)
Александр II (Александр Макдональд) (? — 8 мая 1449) — 3-й лорд Островов (1423—1449), 10-й граф Росс (1437—1449).

## Биография
Старший сын Дональда Макдональда, 2-го правителя Островов (1386—1423), и Марии Лесли (ум. 1429/1440).
В 1423 году после смерти своего отца Александр Макдональд унаследовал власть над Гебридскими островами. Первоначально новый правитель Островов, продолжая политику своего отца, в союзе с вернувшимся в 1424 году на родину шотландским королём Яковом I Стюартом выступил против Мердока Стюарта, 2-го герцога Олбани. Герцог Олбани потерял пост регента и был отстранён от участия в управлении страной. Яков I Стюарт с подозрением относился к герцогу Олбани, одному из крупнейших магнатов страны и наследнику престола. Обвинив герцога в ненадлежащем управлении страной и заговоре против короля, Яков I в 1425 году арестовал Мердока Стюарта и 25 марта казнил вместе с его детьми и тестем в Стерлингском замке. Лорд Островов Александр Макдональд принимал участие в заседании суда против герцога Олбани.
Вскоре Александр Макдональд прекратил прежнее сотрудничество с королём Шотландии Яковом I Стюартом. Независимое положение лордов Островов не могло не волновать короля Шотландии. Лорд Островов вступил в тайные переговоры с Данией и возвращении Гебридских островов под сюзеренитет Норвегии.
В 1424 году Александр Макдональд принял титул графа Росса и стал претендовать на обладание этим графством. В 1428 году король Яков I Стюарт прибыл на север, чтобы утвердить свою власть в графстве Росс и навести порядок на севере Шотландии. В августе того же года Александр Макдональд встретился с королём Шотландии в замке Инвернесс, где был схвачен со своими сторонниками и союзниками. Александр и другие лидеры горских кланов были заключены в темницы. В конце 1428 года Александр Макдональд был помилован и освобождён из заключения.
Почти сразу после своего освобождения лорд Островов Александр Макдональд начал войну против шотландского короля Якова Стюарта. Весной 1429 года Александр со своим войском прибыл под замок Инвернесс. Малькольм Макинтош, глава клана Хаттан и хранитель замка, смог отбить Александра, который на обратном пути сжёг Бург. Кроме того, правитель Островов поддерживал Джеймса Мора, сына казнённого Мердока Стюарта, герцога Олбани, в его претензиях на шотландский королевский престол. Джеймс Мор стал серьезной угрозой для короля Якова Стюарта, не только потому, что он, вероятно, имел поддержку бывших вассалов Мердока в Ленноксе, Ментейне и Файфе, но и потому, что он получил поддержку короля Англии. Однако Джеймс Мор скончался в изгнании в Ирландии.
Летом 1429 года король Яков Стюарт собрал большое войско и предпринял карательный поход на Северную Шотландию через Атолл и Баденох. На границе Лохабера и Баденоха королевская армия встретилась с войском Александра Макдональда. Кланы Хаттан и Камерон перешли на сторону короля. Александр Макдональд потерпел поражение и отступил на Гебриды. Яков Стюарт продолжил свой поход на север, где взял замки Аркарт и Дингуолл. Король организовал экспедицию с артиллерией на Гебридские острова, чтобы окончательно разбить и пленить Макдональда. 27 августа 1429 года в аббатстве Холируд под Эдинбургом Александр Макдональд сдался на милость короля. По приказу Якова Стюарта лорд Островов был заключён замок Танталлон, где его охранял Уильям Дуглас, 2-й граф Ангус, племянник короля.
В сентябре 1431 года королевские войска под командованием Александра Стюарта, графа Мара были разбиты в битве при Инверлохи отрядами лорда Островов под руководством Дональда Баллаха Макдональда. В том же году правитель Островов Александр Макдональд, проведя в плену два года, был освобождён королём из темницы.
В 1435 году скончался граф Мара Александр Стюарт (ок. 1375—1435). Его сын и наследник Томас скончался ещё в 1430 году. Шотландский король Яков Стюарт летом 1436 года прибыл в Мар и присоединил графство к королевским владениям.
В том же 1436 году лорд Островов Александр Макдональд присоединил к своим владениям графство Росс, но только в 1439 году его притязания были признаны короной официально. В феврале 1439 года Александр Макдональд был назначен юстициарием Шотландии.
В мае 1449 года Александр Макдональд скончался в замке Дингуолл. Его похоронили в Фортрозском соборе.

## Семья и дети
Был женат на Элизабет Сетон, дочери Александра Сетона (ум. 1440/1441), лорда Гордона, и Элизабет Гордон. Дети:
- Джон II Макдональд (1434—1503), 4-й лорд Островов (1449—1493), 11-й граф Росс (1449—1476)

Внебрачные сыновья:
- Хью Макдональд, лорд Слит
- Гиллеспи Макдональд, лорд Лохалш